# Johann Christian Daniel von Schreber
Johann Christian Daniel Schreber, efter 1791 von Schreber, född den 17 januari 1739 i Weissensee, död den 10 december 1810 i Erlangen, var en tysk läkare och naturforskare.

## Biografi
Schreber åtnjöt 1760 Linnés undervisning och var en av dennes mest framstående lärjungar samt en av den linneanska botanikens ivrigaste anhängare och förespråkare utanför Sverige. Jämte medicin och flera naturvetenskaper bedrev han även teologiska och klassiskt språkliga studier och gjorde sig tidigt berömd för mångsidig lärdom och skriftställarverksamhet. Schreber blev 1760 medicine doktor i Uppsala, 1761 föreläsare vid 
universitetet i Bützow, 1770 professor i medicin, farmakologi, botanik, naturhistoria och ekonomi i Erlangen och 1773 
därjämte föreståndare för botaniska trädgården där. År 1787 blev han ledamot av Kungliga Vetenskapsakademien och 1791 adlad med namnet von Schreber.
Auktorsnamnet Schreb. kan användas för Johann Christian Daniel von Schreber i samband med ett vetenskapligt namn inom botaniken; se Wikipediaartiklar som länkar till auktorsnamnet. Auktorsnamnet Schreber kan användas för Johann Christian Daniel von Schreber i samband med ett vetenskapligt namn inom zoologin; se Wikipedia-artiklar som länkar till auktorsnamnet.